# Winterstorm in the Night
Winterstorm in the Night is een single van de Italiaanse comedy-metalband Nanowar of Steel, afkomstig van het album Dislike to False Metal. Het is de eerste single van het album. Op het nummer is een gastbijdrage van metalzangeres Madeleine Liljestam te horen.

## Achtergrond en beschrijving
Winterstorm in the Night werd op 10 januari 2023 uitgebracht. De naam van het nummer doet vermoeden dat het om een sneeuwstorm gaat, maar in werkelijkheid gaat het nummer over zanger Valerio Storch die last heeft van roos. Er wordt onder meer verwezen naar roos als heilige roos (o, holy dandruff), magisch stof (magic dust), Parmezaanse kaas van de goden (Parmesan of the Gods) en tranen van de hoofdhuid (tears of the scalp). Ook wordt de hoofdhuid vergeleken met Madonna di Campiglio, een Italiaanse wintersportplaats. In het refrein wordt verteld hoe de roos door de lucht vliegt als een winterstorm en op de stoel van Storch beland. Later in het nummer wordt anti-roosshampoo aanbevolen, zodat de winter niet wederkeert.

## Videoclip
De videoclip opent met een bladzijde uit een boek, waarop zanger Valerio Storch te zien is met een afwijkende witte pruik (in plaats van zijn roze of paarse pruik), als referentie naar de aandoening roos. Op de pagina ernaast staat de tekst A TALE OF SNOW AND SKIN FLAKES (een verhaal over sneeuw en huidschilfers). Vervolgens is Madeleine Liljestam te zien in een kristallen bol. Daarna is te zien hoe de bandleden het nummer opvoeren tussen haren van een met roos bedekte hoofdhuid, terwijl zij zelf verkleed zijn als luizen. Even later loopt Storch over straat en rent hij door het bos, alwaar hij een anti-roos- en anti-luizenshampoo vindt. Ook is te zien hoe hij zijn pruik insmeert met de shampoo en dat hij zich naar het circus begeeft. In het circus is een waarzegster annex tovenares (Madeleine Liljestam) te vinden. Halverwege het nummer heeft Storch zijn roze pruik weer op, wat het einde van de roos inluidt. Op het einde is te zien hoe de luizen langzaamaan sterven en wordt het boek gesloten.
- MusicBrainz work: 63d7c58f-8000-44fe-866e-c18db1321e07